# Juraj Vankulič
Juraj Vankulič (1. února 1996 Žilina – 12. října 2022 Bratislava) byl slovenský drag performer, nebinární člověk a jedna z obětí střeleckého útoku před bratislavskou kavárnou Tepláreň v Zámocké ulici 12. října 2022.

## Život
Juraj Vankulič se narodil v Žilině 1. února 1996 matce Daně. Svého biologického otce nepoznal. V dětství byl pokřtěn a zpíval v kostele. Měl blízký vztah s nevlastním otcem a o osm let mladším bratrem Samkem.
Později žil a studoval v Dánsku. Měl tzv. malou i velkou státnici z angličtiny na úrovni Cambridge C2. Po návratu z Dánska pracoval v Bratislavě v oděvní firmě H&M, kde měl na starost vizuál prodejny.

## Osobní život
Kolem věku patnácti let si Juraj prošel coming outem. Později se vyoutoval jako nebinární člověk a v anglickém jazyce používal zájmena he/they. Měl velký zájem o poezii, tanec, módní průmysl a vystupoval jako drag performer pod jménem Sue Cidal. Jeho snem bylo žít v Praze. 

## Úmrtí
Dne 12. října 2022 kolem šesté hodiny večer Juraj Vankulič zemřel na následek střelného poranění před bratislavským queer barem Tepláreň společně s kamarádem Matúšem Horváthem. Byl jednou ze dvou obětí prvního teroristického útoku na LGBTQ+ komunitu v dějinách Slovenska.